# Cyane Fossae
Le Cyane Fossae sono una struttura geologica della superficie di Marte.